# ГЕС Sūzhǐ
ГЕС Sūzhǐ (苏只水电站) — гідроелектростанція на півночі Китаю у провінції Цінхай. Знаходячись між ГЕС Gōngbóxiá (вище по течії) та ГЕС Huángfēng, входить до складу каскаду на одній з найбільших річок світу Хуанхе. 
В межах проекту річку перекрили комбінованою греблею висотою 51 метр, довжиною 638 метрів та шириною по гребеню 6 метрів, яка включає бетонну секцію із інтегрованим у неї машинним залом та прилягаючу праворуч земляну частину. Гребля утримує водосховище з об’ємом 45,5 млн м3 і нормальним рівнем поверхні на позначці 1900 метрів НРМ. 
Основне обладнання станції становлять три бульбові турбіни потужністю по 75 МВт, які використовують напір у 17,4 метра та забезпечують виробництво 879 млн кВт-год електроенергії.
Видача продукції відбувається по ЛЕП, розрахованим на роботу під напругою 330 кВ та 110 кВ.